# Fernando Risi
Fernando Risi (Roma, 20 ottobre 1890 – ...) è stato un direttore della fotografia italiano.

## Biografia
Fa il suo debutto al cinema nel 1923, durante il muto, quando è operatore di ripresa del film La suora bianca, diretto da Henry King. Lavora con Giulio Antamoro, Amleto Palermi e Mario Almirante., Mario Bonnard, Nel biennio 1930-31 cura la fotografia di tutti i nove film in versione italiana girati negli studi della Paramount a Joinville-le-Pont nella Valle della Marna, presso Parigi e dei primi film sonori italiani e realizza il primo film sonoro italiano.
Dopo un'interruzione riprende l'attività nel 1939, lavorando con Totò in due pellicole e anche nell'ultima apparizione cinematografica dei Fratelli De Rege, del 1943, nel primo film a episodi italiano, Gli assi della risata. Nel dopoguerra ritorna nel 1950 con Carlo Campogalliani e prosegue sino al 1955, anno del suo ultimo lavoro.
Zio di Nelo e Dino Risi, sarà  proprio lui ad aiutarli a iniziare la carriera cinematografica.

## Filmografia

### Periodo muto
- La suora bianca, regia di Henry King (1923) operatore di ripresa
- Sant'Ilario, regia di Henry Kolker (1923)
- Frate Francesco, regia di Giulio Antamoro (1927)
- Nanu, la cugina d'Albania, regia di Amleto Palermi (1927)
- La confessione di una donna, regia di Amleto Palermi (1928)

### Periodo sonoro
- Ninna nanna delle dodici mamme, regia di Mario Almirante (1930) cortometraggio
- Perché no?, regia di Amleto Palermi (1930)
- La straniera, regia di Amleto Palermi e Gaston Ravel (1930)
- Il segreto del dottore, regia di Jack Salvatori (1930)
- Il richiamo del cuore, regia di Jack Salvatori (1931)
- La donna bianca, regia di Jack Salvatori (1931)
- La vacanza del diavolo, regia di Jack Salvatori (1931)
- La riva dei bruti, regia di Mario Camerini (1931)
- Televisione, regia di Charles De Rochefort (1931)
- La donna di una notte, regia di Marcel L'Herbier (1931)
- Mia moglie si diverte, regia di Paul Verhoeven (1938) operatore di ripresa
- Terra di nessuno, regia di Mario Baffico (1939)
- Ho visto brillare le stelle, regia di Enrico Guazzoni (1939)
- Ecco la radio!, regia di Giacomo Gentilomo (1940)
- Antonio Meucci, regia di Enrico Guazzoni (1940)
- L'arcidiavolo, regia di Tony Frenguelli (1940)
- San Giovanni decollato, regia di Amleto Palermi (1940)
- La famiglia Brambilla in vacanza, regia di Carl Boese (1941)
- Gian Burrasca, regia di Sergio Tofano (1943)
- Gli assi della risata, epis. Ciribiribin, Il trionfo di Poppea, Il mio pallone, L'ombrello smarrito, Turno di riposo e Buon appetito!, regia di Roberto Bianchi, Gino Talamo e Giuseppe Spirito (1943)
- La figlia del mendicante, regia di Carlo Campogalliani (1950)
- Bellezze in bicicletta, regia di Carlo Campogalliani (1951)
- Penne nere, regia di Oreste Biancoli (1952)
- Il moschettiere fantasma, regia di Max Calandri (1952)
- Il più comico spettacolo del mondo, regia di Mario Mattoli (1953)
- Se vincessi cento milioni, regia di Carlo Campogalliani e Carlo Moscovini (1953)
- L'amante di Paride, regia di Marc Allégret e Edgar Ulmer (1954)
- I cavalieri dell'illusione, regia di Marc Allégret (1954)
- La porta dei sogni, regia di Angelo D'Alessandro (1955)